# Aksaj (affluente dell'Aktaš)
L'Aksaj (in russo Аксай?; in lingua cumucca: Яхсайсув; in ceceno: Яьсси; nel corso superiore Benojjassi, Бенойясси) è un fiume della Russia europea meridionale, affluente di sinistra dell'Aktaš. Scorre nei rajon Nožaj-Jurtovskij e Gudermesskij della Cecenia e nei rajon Botlichskij, Novolakskij, Babajurtovskij e Chasavjurtovskij del Daghestan.

## Descrizione
Il fiume proviene dal versante settentrionale della catena Andijskij. Scorre nel bacino idrico di Aksaj, che è collegato da un canale al fiume Aktaš. La lunghezza dell'Aksaj è di 144 km. L'area del suo bacino è di 1 390 km².  Nel tratto superiore è un fiume di montagna, nella parte inferiore diventa pianeggiante. Il suo maggior affluente è lo Jamansu (lungo 75 km) proveniente dalla destra idrografica.